# Пружански рејон
Пружански рејон (блр. Пружанскиі раён; рус. Пружанский район) административна је јединица другог нивоа у северозападном делу Брестске области у Републици Белорусији.
Административни центар рејона је град Пружани.

## Географија
Пружански рејон обухвата територију површине 2.825,91 км² и на 4. је месту по површини међу рејонима Брестске области. Граничи се са Камјанечким рејоном на западу, Кобринским на југу, Бјарозавским на југоистоку и Ивацевичким на истоку (сви рејони Брестске области). На северу је Гродњенска област (Свислачки, Вавкавијски, Зељвенски и Слонимски рејон), док је на крајњем западу међународна граница са Пољском.
најважнији водотоци рејона се Јасељда и Наревка.

## Историја
Рејон је основан 15. јануара 1940. године.

## Демографија
Према резултатима пописа из 2009. на том подручју стално је било насељено 52.511 становника или у просеку 18,56 ст/км².
| 1959.  | 1970.  | 1979.  | 1989.  | 1999.  | 2009.  |
| ------ | ------ | ------ | ------ | ------ | ------ |
| 83.267 | 79.399 | 74.141 | 68.492 | 64.718 | 51.997 |

Основу популације чине Белоруси (87,49%), Руси (6,43%), Украјинци (3,4%), Пољаци (1,85%) и остали (0,83%).
Административно рејон је подељен на подручје града Пружани који је административни центар рејона, на вароши Шарашова и Ружани и на 10 сеоских општина.